# Pseudoflatoides lichenoides
Pseudoflatoides lichenoides är en insektsart som beskrevs av Metcalf och Bruner 1948. Pseudoflatoides lichenoides ingår i släktet Pseudoflatoides och familjen Flatidae. Inga underarter finns listade i Catalogue of Life.